# 僕達の家
「僕達の家」（ぼくたちのいえ、Our House）は、イギリスのシンガーソングライター、グラハム・ナッシュが書いた、クロスビー、スティルス、ナッシュ&ヤングの楽曲。

## 概要
1970年3月11日発売のアルバム『デジャ・ヴ』に収録された。同年9月、シングルカットされる。B面はデヴィッド・クロスビーが書いた「デジャ・ヴ」。同年10月31日から11月7日にかけてビルボード・Hot 100で2週連続30位を記録した。
この曲は、「カウンターカルチャー的な家庭の幸福に捧げられた頌歌 (an ode to countercultural domestic bliss)」とされており、ナッシュがジョニ・ミッチェルと同棲していた、アルバム『クロスビー、スティルス&ナッシュ』と『デジャ・ヴ』が録音された時期に書かれた作品である。
日本盤のシングル、アルバム『デジャ・ヴ』では「僕達の家」が曲名であるが、その後、日本語では「僕等の家」という曲名も用いられるようになっている。
2021年5月14日、『デジャ・ヴ 50th Anniversary Deluxe Edition』が発売。ナッシュ一人のデモ・バージョン、ナッシュの歌にジョニ・ミッチェルがハーモニーをつけるデモ・バージョン、CSNによるアーリー・バージョンの3つのバージョンがボーナスで収録されている。

## 曲の背景
この曲は、グラハム・ナッシュがジョニ・ミッチェルと（また、彼女の飼っていた2匹の猫たちと）、ロサンゼルスのローレル・キャニオンで同棲していた時期に、ふたりで朝食に出かけ、ベンチュラ・ブルバードで安い花瓶を買って戻ってきた後、彼らの家で起こった出来事がきっかけで書かれた、ナッシュは、ミッチェルのピアノを使って、1時間ほどでこの曲を書き上げた。2013年に、ナショナル・パブリック・ラジオ (NPR) の番組『Fresh Air』の中でテリー・グロスのインタビューに応えたナッシュは、次のように語った。
「まあ、ごく普通のひと時だったよ。あのとき、ジョニ（・ミッチェル）と僕は、えーと、君がロサンゼルスのことを知っているかどうか知らないけど、バレーのベンチュラ・ブルバードにアーツ・デリ (Art's Deli) っていう有名なデリがあってね。僕らはそこで朝食をとった。僕らは、ジョニの車に乗るために骨董屋の前を通った。ウインドーを見ていると、彼女はとても美しい花瓶を見つけて、買いたいって言い出した...いや、僕がこの花瓶を買おうって彼女を説得したんだ。大して高い値じゃなかったし、僕らはそれを家に持ち帰った。空は灰色で、何かみぞれ混じりのような、しぐれたロサンゼルスの朝だった。僕らはローレル・キャニオンの家に戻り、僕は玄関から入って、言ったんだ、いいかい、暖炉に火を入れるよって。僕は火を点ける。買ってきた花瓶に花を生けたらどう。そう、彼女は庭に花を摘みに行った。つまり、ピアノに座っていたのは彼女じゃなくて僕だった...1時間後「僕達の家」が生まれたんだよ、沢山の人たちが経験するような、信じられないくらい普通のときの過ごし方からね」
同じインタビューの中で、ナッシュはこの曲のハーモニーについて語っている。
「僕とデヴィッド（・クロスビー）、スティーヴン（スティルス）がベストを尽くす。それだけさ。僕らは幸運にも、自分たちがやりたいことは、音楽的には、何でもできた。ふたりは信じられないようなミュージシャンだよ。クロスビーは僕が知る限り誰よりもユニークなミュージシャンだし、スティーヴン・スティルスは、ブルースが根っこにあるアメリカ南部的な感覚が音楽にある。そして僕は、イングランドから来たヘンリー8世みたいな奴だ... そんなのうまくいくはずないんだけど、なぜかうまくいくんだ」

## 演奏者
- グラハム・ナッシュ - リード・ボーカル、ピアノ、ハープシコード
- スティーヴン・スティルス - バッキング・ボーカル
- デヴィッド・クロスビー - バッキング・ボーカル
- グレッグ・リーヴズ - ベース
- ダラス・テイラー - ドラムズ

## カバー・バージョン
- ヘレン・レディ - 1971年のアルバム『I Don't Know How to Love Him』に収録。
- ファリード・ハーク - 1997年のアルバム『Déjà Vu』に収録。
- シーナ・イーストン - 1999年のアルバム『Home』に収録。
- 村上ゆき - 2004年のアルバム『Both sides,now〜青春の光と影』に収録[15]。2015年のアルバム『大人ピアノカフェ 〜Yuki's Selection〜』にインストゥルメンタル・バージョンが収録。
- グラハム・ナッシュ - 2020年3月29日、新型コロナウイルスの流行により各国で外出禁止の措置がなされる中、ナッシュはニューヨークの自宅からライブ演奏を配信した。「どうか家にいて下さい。手を洗って、コロナウイルスの拡大を防いで下さい」と訴え、「僕達の家」、スティーヴン・スティルスの「4+20」、「ティーチ・ユア・チルドレン」の3曲を演奏した[16]。
- トモ・ナカヤマ - 2024年2月。Netflixの「忍びの家」に採用される。

## 備考
- ナッシュは、以前、「『僕達の家』は、録音をした翌日には退屈なものと感じるようになった」と認めていたが、「沢山の人たちにとって、いろいろ多くの意味を持った曲になっているから」として、その後もときどき演奏している[17]。この曲は「無垢な優美さ (innocent elegance)[18]」が評価されているが、バーニー・ホスキンスは、この歌を「ありふれた小歌 (trite ditty)」に過ぎないとした上で、プロテストソング「オハイオ」をクロスビー、スティルス、ナッシュ&ヤングとして1970年6月に録音、リリースしたニール・ヤングが、この曲をどう思ったのだろうか、として、次のように述べた。「『オハイオ』から『僕達の家』への旅路は、ロサンゼルスの音楽シーンが、総じて血の巡りが悪くなっていることを表してるようだ」[19]
- 1980年代、エックリッチ（英語版）のソーセージのジングルに使用された。
- イギリスのテレビ・コメディ『Only Fools and Horses』の1996年のクリスマス特別番組「Time on Our Hands」に使用された。放映時にイギリスでは2430万人が視聴したとされている。
- アメリカ合衆国のシットコム『ママと恋に落ちるまで』の第108話（第5シーズン第20話）「ピンチは幸せの始まり (Home Wreckers)」に使用された。